# (73880) 1997 CC21
(73880) 1997 CC21 – planetoida z pasa głównego asteroid okrążająca Słońce w ciągu 3,83 lat w średniej odległości 2,45 j.a. Odkryta 6 lutego 1997 roku.